# بیابان گبی
بیابان گُبی (به انگلیسی: Gobi Desert) یا غوبی (تلفظ مغولی) به سبب قرار گرفتن جادهٔ ابریشم در آن و نیز تشکیل دادن بخش اعظمی از امپراتوری مغول ، به شهرت رسیده است.
بیابان گبی، بخش‌هایی از جنوب مغولستان و شمال غربی چین را در بر می‌گیرد و شامل بیابان‌های استپ و فلات‌های نیمه بیابانی می‌شود. این بیابان از اطراف توسط کوه‌های آلتای، بیابان تکله‌مکان و فلات تبت احاطه شده است. با وجود داشتن آب و هوای نامناسب، شب‌های به شدت سرد و روزهای سوزان، این منطقه محل سکونت گونه‌های متعددی از حیوانات مانند شترهای دوکوهانه است. عده ای نیز معتقدند که اولین تخم دایناسورها در این مکان یافت شده است.
بیابان گبی ۱٬۳۰۰٬۰۰۰ کیلومتر مربع وسعت دارد در جنوب مغولستان و شرق بیابان تکله مکان است و دارای تابستان‌های گرم و زمستان‌های سرد است.
آب و هوا: بیابان گبی بسیار سرد است ولی به ندرت در آن برف دیده می‌شود. این بیابان بالاتر از سطح دریا قرار گرفته است و میزان بارندگی آن تا ۱۹۰ میلی‌متر در هر سال است و فشار در آن منطقه کم است
گبی از نگاهی دیگر: در برخی از منابع نامعتبر بر پایه افسانه‌های محلی آمده است که نام این بیابان از نام دو عاشق و معشوق قدیمی گرفته شده است.

## حفاظت و محیط زیست

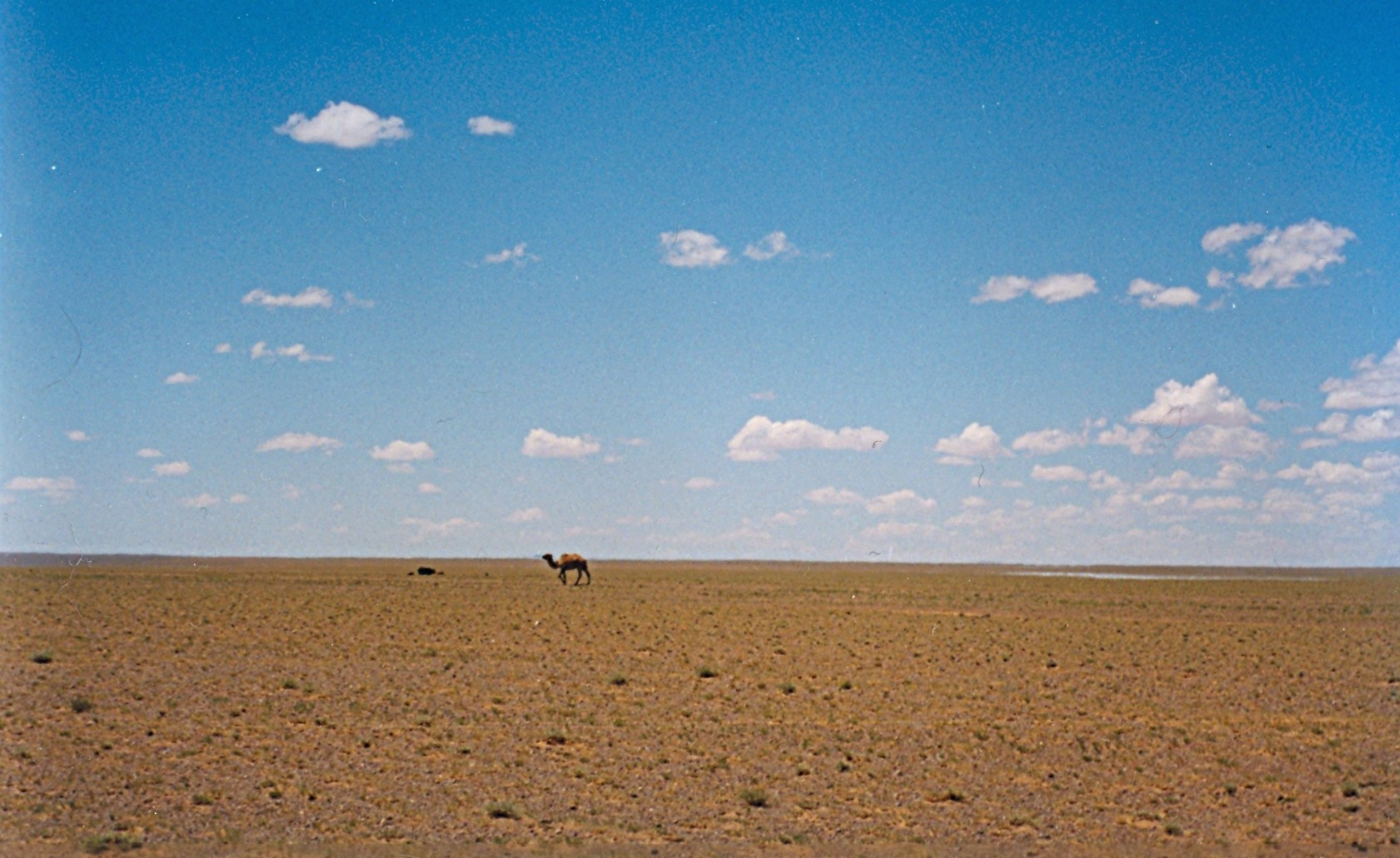
صحرای گوبی در مغولستان

سازش: به منظور زنده ماندن در گبی، گیاهان به از دست دادن برگ‌های خود تا بارندگی مجدد نیازمند هستند. این گیاهان دارای ریشه‌های طولانی هستند که توانایی جذب آب را از منطقه‌های بزرگ داراست.
کویرزایی: صحرای گبی طی فرایندی به نام کویرزایی در حال گسترش است. این بیابان در حال گسترش به مراتع چین است. توفان‌های گرد و غبار به شدت صدمات سنگین به کشاورزی را افزایش می‌دهد.
گیاهان: گیاهان این بیابان شامل درخت اشنان، پیاز وحشی، بوته زار صحرا و علف است.
حیوانات: گبی خانه گونه‌های مختلف حیوانات از قبیل آهوی دم سیاه، شتر باختری، گرگ‌ها، موش خرمای وحشی اروپایی مخطط، الاغ‌های وحشی مغولی، خرس قهوه‌ای، پلنگ برفی و آبچلیک است.
هرچند بیابان گبی تنها پنجمین بیابان بزرگ در جهان است، بیابان گبی یک منطقه خشک متمایل به توسعه در قاره آسیا است. محدوده گستردگی این بیابان دو کشور است و بخش‌های شمالی و شمال غربی چین و جنوبی مغولستان را پوشش می‌دهد. گبی از مسدود شدن بیشتر بارش‌ها به وسیلهٔ هیمالیا رنج می‌برد. با این حال بدین معنا نیست که این منطقه از بارش بی‌بهره است. در واقع گبی سالانه ۷ اینچ بارش دارد. گبی بسیار سرد است و این به خاطر موقعیت شمالی آن و ارتفاع آن است (حدود ۱۵۲۰ متر بالاتر از سطح دریا، در بالاترین نقطه) در نتیجه، گاهی حتی سرما و برف دیده می‌شود و برف تپه‌های گبی را می‌پوشانند. دما در زمستان و پاییز در آنجا می‌تواند به ۴ درجه سلسیوس برسد. در زمستان گبی جای تفریح نیست و دمای هوای آن گاهی به ۵۰ درجه سلسیوس نیز می‌رسد. این بیابان به مراتب از سایر بیابان‌ها، شن کم‌تری دارد. در عوض طبقات بیابان عمدتاً سنگ برهنه است. به این دلیل که در اکثر موارد باد به صورت شلاق از فلات عبور می‌کند.
گبی به پنج منطقهٔ مجزای زیست‌محیطی تقسیم می‌شود:
بیابان‌های استپ شرقی گبی
فلات نیمه کویری آلاشان
دریاچه‌های دره استپ کویری گبی
حوزهٔ نیمه بیابانی جونغاریا
رشته‌کوه‌های تیان‌شان
بیابان‌های استپ شرقی بیشتر مناطق شرقی را تحت پوشش خود قرار می‌دهد که این مساحت حدود ۲۸۲٬۰۰۰ کیلومتر مربع است. این منطقه از بخش درونی فلات مغولستان در شمال چین تا خود مغولستان امتداد پیدا می‌کند. تعداد زیادی دریاچهٔ نمک و مناطق کم ارتفاع در گبی شرقی همچون کوه یین وجود دارد.
آلاشان فلات نیمه بیابانی در منطقهٔ غربی و جنوب غرب بیابان استپ شرقی گبی واقع شده است. بسیاری از این فلات‌ها از حوضه‌های بیابانی و رشته‌کوه‌های کم ارتفاع تشکیل شده است ازجمله: گبی محدودهٔ آلتایی، کوه‌های هلان و کوه‌های کیلیان. دریاچه‌های درهٔ استپ بیابانی گبی بین کوه‌های خانگای وگبی محدودهٔ آلاتای در شمال فلات آلاشان واقع شده است. حوضهٔ نیمه بیابانی جونغاریا بین رشته کوه تیان شان در جنوب و کوه‌های آلتای در شمال واقع شده است. منطقه از گوشهٔ جنوب شرقی در مغولستان تا چین گسترش یافته است و بخش‌های شمالی استان سین کیانگ در چین را پوشش می‌دهد. رشته کوه‌های تیان شان به عنوان مرز میان حوضهٔ جونغاریا و بیابان تکله‌مکان در غرب عمل می‌کند. تلکه‌مکان به علت دارا بودن حوضهٔ شنی و احاطه شدن توسط رشته‌کوه‌های بلند به صورت جدا از گبی به‌شمار می‌آید.
بسیاری از حوادث تاریخی مهم در گبی رخ داده است. این بیابان خانهٔ سنگواره‌های بسیاری از دایناسورهای قدیمی است که تاکنون کشف شده است. همانند سایر کشفیات مهم فسیلی، گبی بخش اعظمی از امپراتوری مغول، یکی از بزرگ‌ترین امپراتوری‌های جهان در طول قرن ۱۳ و ۱۴ را تشکیل داد بود. گبی همچنین شهرهای مهمی برای توقف و استراحت بازرگانانی که از اروپا به چین سفر می‌کنند در خود داشته است. مارکو پولو، کاشف مشهور ایتالیایی، با شهرهای افسانه‌ای گبی در حماسهٔ ۲۴ سال سفر خود در آسیا در راه بازگشت به ونیز برخورد کرده و آن را در کتاب سفرهای مارکو پلو ذکر کرده است.
بیابان گبی همچنین به رشد و توسعهٔ خود ادامه داده، که توسعهٔ سریع آن برای همسایگانش هشدار دهنده است. با گسترش و وقوع پدیده بیابان‌زایی کشور چین بیشترین ضربه را می‌بیند. بیابان‌زایی سکونت انسان‌ها را نیز با خطر مواجه می‌کند.